# Peter Ahola
Pour les articles homonymes, voir Ahola.
Peter Kristian Ahola, né le 14 mai 1968 à Espoo en Finlande, est un joueur professionnel de hockey sur glace qui évolue entre 1991 et 2003 en Europe mais également en Amérique du Nord.

## Biographie
Ahola commence sa carrière professionnelle en 1987-1988 en jouant dans le championnat de Finlande, la SM-Liiga en jouant pour le club de sa ville natale : le Kiekko-Espoo puis pour le Jokerit Helsinki avant de quitter l'Europe pour faire ses débuts en Amérique du Nord.
Il rejoint ainsi en 1989-1990 l'université de Boston et le championnat universitaire en jouant pour les Terriers de Boston pendant deux saisons avant de rejoindre pour peu de temps la Ligue internationale de hockey. Il rejoint la Ligue nationale de hockey et les Kings de Los Angeles pour la saison 1991-1992.
Il obtient, cette année-là, le meilleur différentiel +/- de la franchise, mais est tout de même échangé aux Penguins de Pittsburgh au début de la saison suivante contre Jeff Chychrun. En vingt-deux matchs sous ses nouvelles couleurs, il ne marque pas le moindre but et il change de club une nouvelle fois dans la saison pour rejoindre les Sharks de San José.
Ces derniers se séparent à leur tour du défenseur à la fin de la saison, l'échangeant au Lightning de Tampa Bay mais ceux-ci s'en servent de monnaie d'échange et il rejoint finalement les Flames de Calgary.
Il ne joue que deux matchs pour la franchise de la LNH avant de rejoindre l'équipe réserve des Flames dans la Ligue américaine de hockey : les Flames de Saint-Jean. En 1994-1995, il retourne jouer en Finlande pour son premier club pour une saison. L'année suivante, il rejoint le HIFK pour deux saisons avant de signer avec le TPS Turku. Au cours de la saison 1998-1999, il remporte le titre de champion de Finlande. À la suite de ce titre, il retourne jouer pour son club formateur dont il devient le capitaine pour les deux saisons suivantes.
En 2001-2002, il rejoint la Suède et son championnat élite, l'Elitserien, pour jouer pour Södertälje SK. Il passe deux saisons avec son équipe avant de mettre fin à sa carrière en 2003 alors que son équipe manque les séries deux années de suite.

## Statistiques
| Saison     | Équipe                   | Ligue      |     | Saison régulière | Saison régulière | Saison régulière | Saison régulière | Saison régulière |   | Séries éliminatoires | Séries éliminatoires | Séries éliminatoires | Séries éliminatoires | Séries éliminatoires |
| Saison     | Équipe                   | Ligue      | PJ  | B                | A                | Pts              | Pun              | PJ               | B | A                    | Pts                  | Pun                  |                      |                      |
| 1987-1988  | Espoo Blues              | SM-liiga   | 28  | 6                | 10               | 16               | 44               |                  |   |                      |                      |                      |                      |                      |
| 1988-1989  | Jokerit Helsinki         | SM-liiga   | 44  | 5                | 10               | 15               | 62               |                  |   |                      |                      |                      |                      |                      |
| 1989-1990  | Terriers de Boston       | NCAA       | 43  | 3                | 20               | 23               | 65               |                  |   |                      |                      |                      |                      |                      |
| 1990-1991  | Terriers de Boston       | NCAA       | 39  | 12               | 24               | 36               | 88               |                  |   |                      |                      |                      |                      |                      |
| 1991-1992  | Roadrunners de Phoenix   | LIH        | 7   | 3                | 3                | 6                | 34               |                  |   |                      |                      |                      |                      |                      |
| 1991-1992  | Kings de Los Angeles     | LNH        | 71  | 7                | 12               | 19               | 101              | 6                | 0 | 0                    | 0                    | 2                    |                      |                      |
| 1992-1993  | Lumberjacks de Cleveland | LIH        | 9   | 1                | 0                | 1                | 4                |                  |   |                      |                      |                      |                      |                      |
| 1992-1993  | Kings de Los Angeles     | LNH        | 8   | 1                | 1                | 2                | 6                |                  |   |                      |                      |                      |                      |                      |
| 1992-1993  | Penguins de Pittsburgh   | LNH        | 22  | 0                | 1                | 1                | 14               |                  |   |                      |                      |                      |                      |                      |
| 1992-1993  | Sharks de San José       | LNH        | 20  | 2                | 3                | 5                | 16               |                  |   |                      |                      |                      |                      |                      |
| 1993-1994  | Flames de Saint-Jean     | LAH        | 66  | 9                | 19               | 28               | 59               | 6                | 1 | 2                    | 3                    | 12                   |                      |                      |
| 1993-1994  | Flames de Calgary        | LNH        | 2   | 0                | 0                | 0                | 0                |                  |   |                      |                      |                      |                      |                      |
| 1994-1995  | Espoo                    | SM-liiga   | 50  | 12               | 21               | 33               | 96               | 4                | 5 | 1                    | 6                    | 10                   |                      |                      |
| 1995-1996  | HIFK                     | SM-liiga   | 34  | 7                | 7                | 14               | 58               | 3                | 1 | 0                    | 1                    | 2                    |                      |                      |
| 1996-1997  | HIFK                     | SM-liiga   | 50  | 8                | 12               | 20               | 89               |                  |   |                      |                      |                      |                      |                      |
| 1997-1998  | TPS Turku                | SM-liiga   | 46  | 6                | 17               | 23               | 36               | 4                | 0 | 0                    | 0                    | 6                    |                      |                      |
| 1998-1999  | TPS Turku                | SM-liiga   | 47  | 12               | 21               | 33               | 93               | 10               | 3 | 7                    | 10                   | 12                   |                      |                      |
| 1999-2000  | Espoo                    | SM-liiga   | 50  | 12               | 24               | 36               | 110              | 4                | 1 | 2                    | 3                    | 38                   |                      |                      |
| 2000-2001  | Espoo                    | SM-liiga   | 51  | 8                | 13               | 21               | 112              |                  |   |                      |                      |                      |                      |                      |
| 2001-2002  | Södertälje SK            | Elitserien | 49  | 4                | 14               | 18               | 91               |                  |   |                      |                      |                      |                      |                      |
| 2002-2003  | Södertälje SK            | Elitserien | 47  | 6                | 4                | 10               | 48               |                  |   |                      |                      |                      |                      |                      |
| Totaux LNH | Totaux LNH               | Totaux LNH | 123 | 10               | 17               | 27               | 137              | 6                | 0 | 0                    | 0                    | 0                    |                      |                      |